# Piotr Woźniak (pływak)
Piotr Woźniak (ur. 7 grudnia 2005) – polski pływak długodystansowy, mistrz Europy juniorów.
W lutym 2024 roku na mistrzostwach świata w Dosze zajął 20. miejsce w konkurencji 10 km na otwartym akwenie i uzyskał kwalifikację olimpijską. Jest absolwentem Szkoły Mistrzostwa Sportowego w Olsztynie (2024).